# لیوینگستن (تگزاس)
لیوینگستن، تگزاس(به انگلیسی: Livingston, Texas) شهری در ایالت تگزاس از ایالات جنوبی ایالات متحده آمریکا است. در سرشماری سال ۲۰۰۰، جمعیت این شهر ۵۴۳۳ نفر اعلام شد.